# ヨウ素価
ヨウ素価（ヨウそか）は、化学物質を評価する数値のひとつ。対象となる物質100グラムと反応するハロゲンの量を、ヨウ素のグラム数に換算してあらわす。油脂やバイオディーゼルなどの性状評価に用いられる。

## 概要
有機化合物中の炭素炭素二重結合（C=C結合）は反応性が高く、空気によって酸化され変質しやすいため、その含有量は化学製品の性質に大きな影響を与える。ヨウ素価は、主に天然由来の複雑な混合物に含まれるC=C結合の数を比較するために使用される。
ヨウ素は化学物質中のC=C結合に容易に付加反応するため、試料と混合して消費される量を調べれば、その試料に含まれるC=C結合のおよその割合を知ることができる。ヨウ素価は化学的な構造や組成のわからない混合物であっても簡単に求められるため、化学品の評価手法として工業的によく用いられており、なかでも油脂はヨウ素価の値によって乾性油・半乾性油・不乾性油に分類されている。乾性油はヨウ素価130以上、半乾性油は100-130、不乾性油は100以下のものを指す。
純物質のヨウ素価は分子構造から計算して求めることができる。例えば、オレイン酸メチル（モル質量 296.49 g/mol）は構造中にひとつのC=C結合をもつため、1分子あたり1つのヨウ素分子（モル質量 253.81 g/mol）が結合できる。したがって、100グラム = 0.337 mol のオレイン酸メチルには、0.337 mol = 85.5グラムのヨウ素が付加でき、これがオレイン酸メチルのヨウ素価となる。

## 方法
ヨウ素価は、測定試料に対して過剰のヨウ素を加えて完全に反応させ、残ったヨウ素の量を酸化還元滴定によって定量すれば求められる。ただし、実際にはヨウ素単体では反応性が十分ではないため、試薬として一塩化ヨウ素を用いるウィイス法 (Wijs method) または臭化ヨウ素を用いるハヌス法 (Hanus method) が広く採用されている。ヨウ素価の標準試験方法は、ASTM、DIN、JISなどで規定されている。
おおまかな測定手順は次のようになる。まず測定試料を正確に秤量し、シクロヘキサンのようなヨウ素と反応しない有機溶媒を加えて希釈する。次にウィイス試薬（一塩化ヨウ素の酢酸溶液）またはハヌス試薬（臭化ヨウ素の酢酸溶液）を加えてよく振り混ぜ、30分から1時間程度放置して反応を進行させる。ここに過剰量のヨウ化カリウム水溶液を加えると、未反応のヨウ素が遊離して三ヨウ化物イオンを形成し水相へ移動する。微量のデンプンを加えてヨウ素デンプン反応によって藍色に呈色させ、色が消失するまでチオ硫酸ナトリウム水溶液を徐々に滴下する。当量を越えると下記の酸化還元反応によってヨウ素がなくなり藍色が消失する。
{\displaystyle {\rm {Na_{2}S_{2}O_{3}+4I_{2}+5H_{2}O\longrightarrow 2NaI+2H_{2}SO_{4}+6HI}}}
当量点に達するまでに使用したチオ硫酸ナトリウムの量から、反応に使われなかったヨウ素量を算出する。同様にして試料が無い系で対照実験を行ってウィイス試薬またはハヌス試薬に元々含まれていたヨウ素量を求め、試料の有無による差分から反応に使われたヨウ素量を求める。
C=C結合が赤外活性であることを利用して、赤外分光法によってもヨウ素価を概算することができる。ただし、同試料であっても適用する方法によって結果に差が生じることがある。